# Лаппа Тетяна Миколаївна
Тетя́на Микола́ївна Лаппа (рос. Татьяна Николаевна Лаппа; 23 листопада (5 грудня) 1892, Рязань — 10 квітня 1982, Туапсе) — перша дружина письменника Михайла Булгакова (у 1913—1924 роках). У першому шлюбі — Булгакова, у третьому шлюбі — Кісельгоф.

## Біографія
Тетяна Лаппа народилася 23 листопада (5 грудня за новим стилем) 1892 року в Рязані в сім'ї дворянина давнього роду, дійсного статського радника Миколи Миколайовича Лаппи, який працював начальником казенної палати. Пізніше сім'я переїхала в Саратов, де Тетяна навчалася в жіночій гімназії.
Із Михайлом Булгаковим познайомилася влітку 1908 року, коли приїхала в Київ на канікули до тітки Софії Миколаївни Давидович. З матір'ю Михайла, Варварою Михайлівною Булгаковою, тітка служила разом у Фребелевському інституті — жіночому навчальному закладі.
1911 року Лаппа закінчила гімназію і стала працювати класною наглядачкою в жіночому ремісничому училищі. У серпні 1912 року вступила в Києві на історико-філологічне відділення Вищих жіночих курсів (Фребелевського інституту).
26 квітня 1913 року Тетяна Лаппа та Михайло Булгаков обвінчалися в церкві Миколи Доброго на Подолі. Ще до шлюбу Тетяна була вагітна та зробила аборт. Після весілля Лаппа покинула навчання.
Влітку 1916 року разом із чоловіком поїхала на фронт, де працювала сестрою милосерддя в шпиталях у Кам'янці-Подільському та Чернівцях.
Тетяна Лаппа згадувала:
| «Я приїхала до Кам'янця-Подільського на початку травня. Жили ми в казенних лікарняних квартирах при великій губернській лікарні, де розташовувався госпіталь. Міша багато оперував і дуже втомлювався, іноді стояв за операційним столом безперервно цілу добу, але все ж ми декілька разів робили прогулянки по місту, зупинялися біля його визначних пам'яток, милувалися пейзажами у вечірньому серпанку, які відкривалися за баштами фортеці, біля старовинних брам, сходів і будинків. Мені здається, що ця неповторна панорама якимось чином знайшла відображення в описі Єршалаїма в „Майстрі і Маргариті“». |
У вересні 1916 року переїхала в село Нікольське Сичовського повіту Смоленської губернії, де Булгаков служив земським лікарем. Тоді Тетяна зробила другий аборт, в основному через морфінізм чоловіка.
У вересні 1917 року переїхала з Булгаковим у Вязьму. Наприкінці лютого 1918 року повернулася з ним до Києва. Восени 1919 року Тетяна поїхала до чоловіка у Владикавказ, де він служив військовим лікарем у Збройних силах Півдня Росії. Влітку 1921 року услід за Булгаковим поїхала в Тифліс і Батум, звідки наприкінці серпня чи на початку вересня відбула пароплавом до Одеси, а далі в Київ та Москву, де наприкінці вересня возз'єдналася з Булгаковим.
У квітні 1924 року Тетяна та Михайло розлучилися. Після цього влаштувалася на курси машиністок, проте змушена була покинути це заняття через сильні головні болі. Далі навчалася на курсах крою та шиття. 1927 року, щоб отримати профспілковий квиток, працювала на будові різноробом. Булгаков час від часу допомагав колишній дружині матеріально. Отримавши профспілковий квиток, Тетяна працювала в реєстратурі поліклініки.
1933 року зустрілася з братом колишнього друга Булгакова Івана Павловича Крешкова — Олександром Павловичем, який навчався в Москві в медичному інституті, і 1936 року поїхала з ним у місто Черемхово Іркутської областї, де Олександр Крешков працював педіатром. Їх шлюб не було зареєстровано.
1945 року переїхала з матір'ю до Харкова. 1946 року остаточно розійшлася з другим чоловіком, який повернувся з фронту з іншою жінкою. Рік винаймала кімнату в Москві, працювала бібліотекаркою. Одружилася з колишнім другом Булгакова — адвокатом Давидом Олександровичем Кісельгофом. 1947 разом із ним переїхала в Туапсе. 
Там і померла 10 квітня 1982 року. Незадовго до смерті, 21 березня 1982 року, відвідувала Одесу, 30 березня того ж року — Миколаїв, а 1 квітня — Херсон.
Залишила усні спогади про Михайла Булгакова, записані кількома дослідниками творчості письменника.